# Onmyōdō

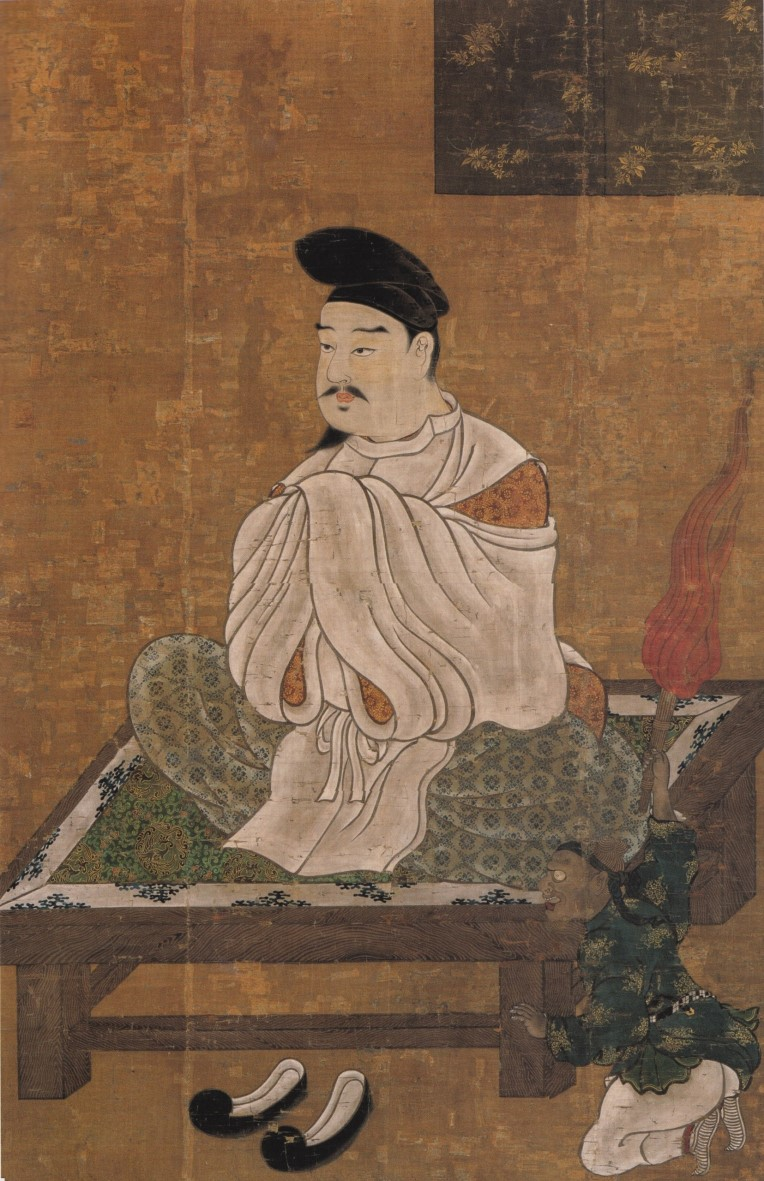
Abe no Seimei (Muromachi-Zeit)

Onmyōdō (japanisch 陰陽道) gelegentlich auch In’yōdō, On’yōdō gelesen, bezeichnet in Japan die traditionelle Kosmologie. Sie wurde teilweise aus China übernommen (Lehre von den Fünf Elementen). In Verbindung mit der Beobachtung des Mondes und der Planeten wurde schon in China versucht, zukünftige Entwicklungen vorherzusagen. In Japan wurde diese Lehre auch vom Taoismus und Shintoismus beeinflusst. Sie ist eine Mischung aus Naturwissenschaften und Okkultismus.

## Die Grundlagen

### Naturbetrachtung/Naturphilosophie
Aus China übernahm man die Beobachtungen, dass viele Erscheinungen der Welt sich in dualer Form beschreiben lassen. Man unterscheidet:
- männliche Eigenschaften (Yō): wie hell, Sonne, Tag, hell, offen, warm, vorn, oben, außen, Oberwelt, Leben, Süden, Südseite eines Berges, Nordseite eines Flusses, links,
- weibliche Eigenschaften (In): dunkel, Mond, bewölkt, Nässe, Schatten, verborgen, geheim, kalt, Rückseite, innen, unten, Unterwelt, Tod, Norden, Nordseite eines Berges, Südseite eines Flusses, rechts, weibliche Geschlechtsteile.[1]

Diese Eigenschaften zeigen sich in der konkreten Welt, die sich auf fünf Elemente zurückführen lässt, nämlich Holz (木, moku), Feuer (火, ka), Erde (土, do), Metall (金, gon) und Wasser (水, sui). So werden diesen jeweils die zwei Aspekte dem In und dem Yō zugeordnet, woraus sich eine Zehnerreihe ergibt, die zehn Himmelsstämme. Diese fünf Elemente gehen durch stetigen, definierten Wandel miteinander über.
Sowohl die Eigenschaften In und Yō als auch die fünf Elemente sind einem ständigen Wandel unterworfen, und zwar nicht nur von Stunde zu Stunde, sondern auch von Tag zu Tag, Jahr zu Jahr. So kam diese Lehre zusammen mit der Kalenderkunde (歴, reki), Astronomie (天文, temmon) und die Erdkunde (地理, chiri) bereits im Rahmen der frühen Kontakte zu China und Korea im 7. Jahrhundert. Es wurde am japanischen Kaiserhof innerhalb des Innenministeriums (中務省, Nakatsukasa-shō) eine eigene Abteilung (陰陽道寮, Onmyōdō-ryō) eingerichtet, deren Leiter Oberhaupt des Onmyōdō (陰陽道頭, Onmyōdō no kami) genannt wurde. Er leitete die drei Abteilungen Onmyōdo (陰陽道), Tenmondō (天文道) und Rekidō (歴道). Neben der laufenden Arbeit wurde in der Abteilung auch Nachwuchsausbildung betrieben. Die bei der Onmyōdō-Abteilung angestellten Spezialisten der Lehre wurden Onmyōji (陰陽師) genannt – häufig im Deutschen als „Yin-Yang-Meister“ oder „Meister des Weges“ übersetzt.

### Bezug zur Zeit

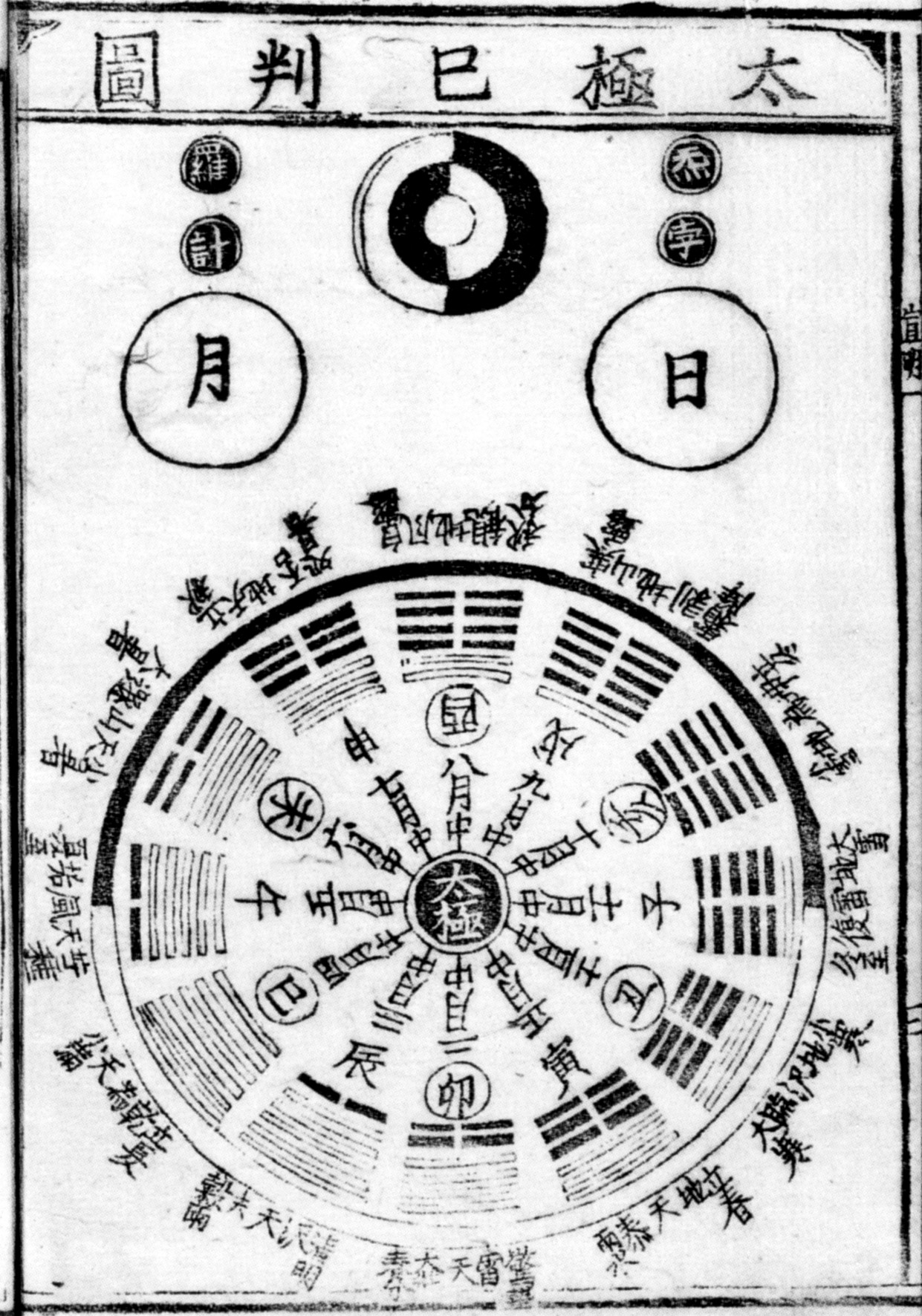
Semmyō-Kalender

Die Zeit eines Tages wird in zwölf Teile geteilt, wobei jeder Doppelstunde ein Tier in fester Reihenfolge zugeordnet wird, das sind die zwölf Erdzweige. Aber auch den Jahren werden die zwölf Tiere zugeordnet. Verbunden mit den zehn Himmelsstämmen ergibt sich so ein 60er-Zyklus, der seit Urzeiten durchgezählt wird. Dieser Zyklus bietet Jahresangaben, die unabhängig sind von der gerade gültigen Regierungsdevise. Als man die zehn Himmelsstämme übernahm, gab man ihnen auch eine japanische Lesung, gebildet aus der Bezeichnung des Elementes und der in diesem Zusammenhang Kurzbezeichnung e für „älterer Bruder“ (= Yō-Ausprägung des Elements) und to für „jüngerer Bruder“ (= In-Ausprägung des Elements).

### Bezug zum Raum

Windrose (Oben ist Süden)

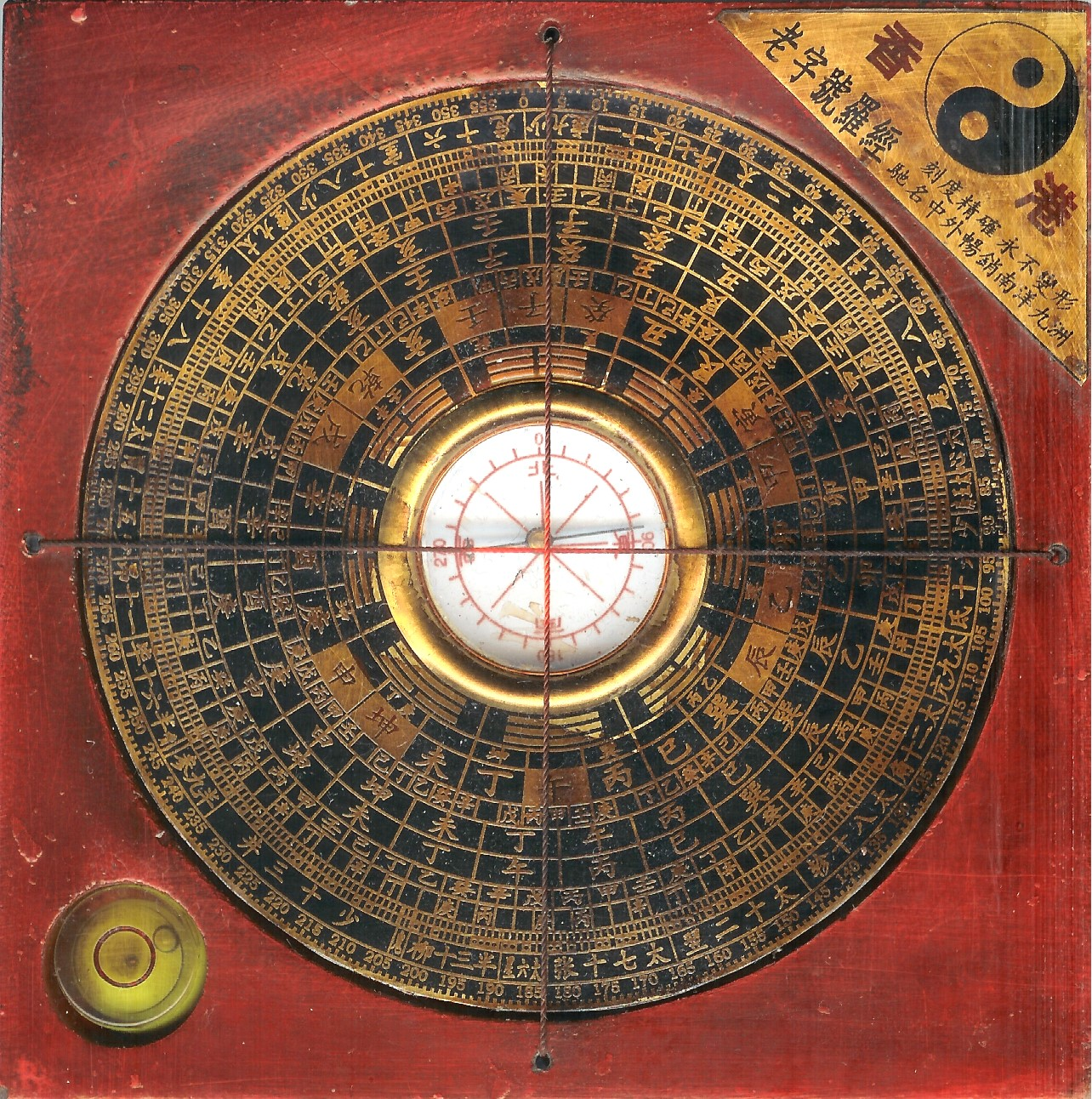
Luopan – Chinesischer Kompass zur geomantischen Orientierung

Onmyōdō befasst sich nicht nur mit zeitlichen Abfolgen und deren Vorhersagen, sondern sieht auch den Lebensraum des Menschen durch kosmische Kräfte bestimmt. Dabei wird der Norden durch In bestimmt, der Süden durch Yō. So hieß die Provinzgruppe nördlich der Berge, die Honshū durchziehen, San’indō (山陰道) und die Provinzgruppen südlich der Berge San’yōdō (山陽道), und die jeweiligen Eisenbahnlinien heisen entsprechend. – Noch detaillierter beschreibt der erwähnte Zwölferzyklus räumliche Bezüge. Dabei steht die Ratte für Norden, das Pferd für Süden, der Hase für Osten, das Huhn für Westen. Die vier Haupthimmelsrichtungen werden außerdem durch Tiere repräsentiert, der Osten durch den Blaugrünen Drachen (Seiryū), der Süden durch den Roten Vogel (Suzaku), der Westen durch den Weißen Tiger (Byakko) und der Norden durch ein schwarzes Fabelwesen, eine Kombination von Schwarzer Schildkröte und Schlange (Gembu). Dazu kommt als fünfte „Richtung“ die Mitte repräsentiert durch den Gelben Drachen (Kōryū). Die Haupthimmelsrichtungen und die vier Richtungen dazwischen, also die acht Richtungen werden den acht Trigrammen (Hakke oder Hakka, 八卦) der Inyō-Lehre zugeordnet und sind durch eigene chinesische Zeichen gekennzeichnet. Als gefährdet durch böse Kräfte galt dabei der Nordosten und der Südwesten. Über die Einfügung der acht in den Zwölferzyklus kann man die Zwischenrichtungen aber auch mit einer Zweier-Kombination aus dieser Reihe beschreiben, den Südwesten z. B. statt mit (巽, son) mit Tatsu-Mi („Drache-Schlange“).

## Die Entwicklung in Japan
In der Heian-Zeit wurde Onmyōdō vom Hofadel (Kuge) gepflegt. Ein bedeutender Vertreter der Lehre im 10. Jahrhundert war Kamo no Yasunori (賀茂保憲; 917–977), der neben seinem Sohn auch Abe no Seimei (安倍晴明; 921–1005) ein Amt übergab. Sowohl Yasunori als auch Seimei standen an der Spitze zweier Schulen, die jeweils einige hundert Schüler umfasste. Als der Kaiserhof Ende des 12. Jahrhunderts seine Macht verlor, wandelte sich auch die Nutzung des Onmyōdō, das nun vom Schwertadel (Buke), den Schreinen und auch von den Tempeln gepflegt wurde. Seit der Muromachi-Zeit kamen im Rahmen des Onmyōdō die Tsuchimikado als weitere Familie in der Abe-Linie dazu.
Mit dem Beginn der Edo-Zeit und dem beginnenden allgemeinen Wohlstand interessierte sich auch das einfache Volk für diese Lehre. In der Praxis verband sich diese Lehre mit der hier seit alters her gepflegten eigenen Wahrsagekunst (卜, boku bzw. 卜筮, bokuzei), bzw. erfolgte sie parallel zu anderen konkurrierenden Wahrsagekünsten, um den vielfältigen Bitten um Hinweise für eine gute Zukunft zu entsprechen. Die buddhistischen Mönche blieben dabei kritisch und wiesen auf ihre Lehre hin. Da der Buddhismus jedoch für das Volk weitgehend unverständlich blieb, blühte Onmyōdō. In der mittleren und späteren Edo-Zeit beschäftigten sich auch die Shushi-Gelehrten Yamazaki Ansai (山崎闇斎; 1619–1682), Minagawa Kien (皆川淇園; 1735–1807) mit Ōnmyōdo.

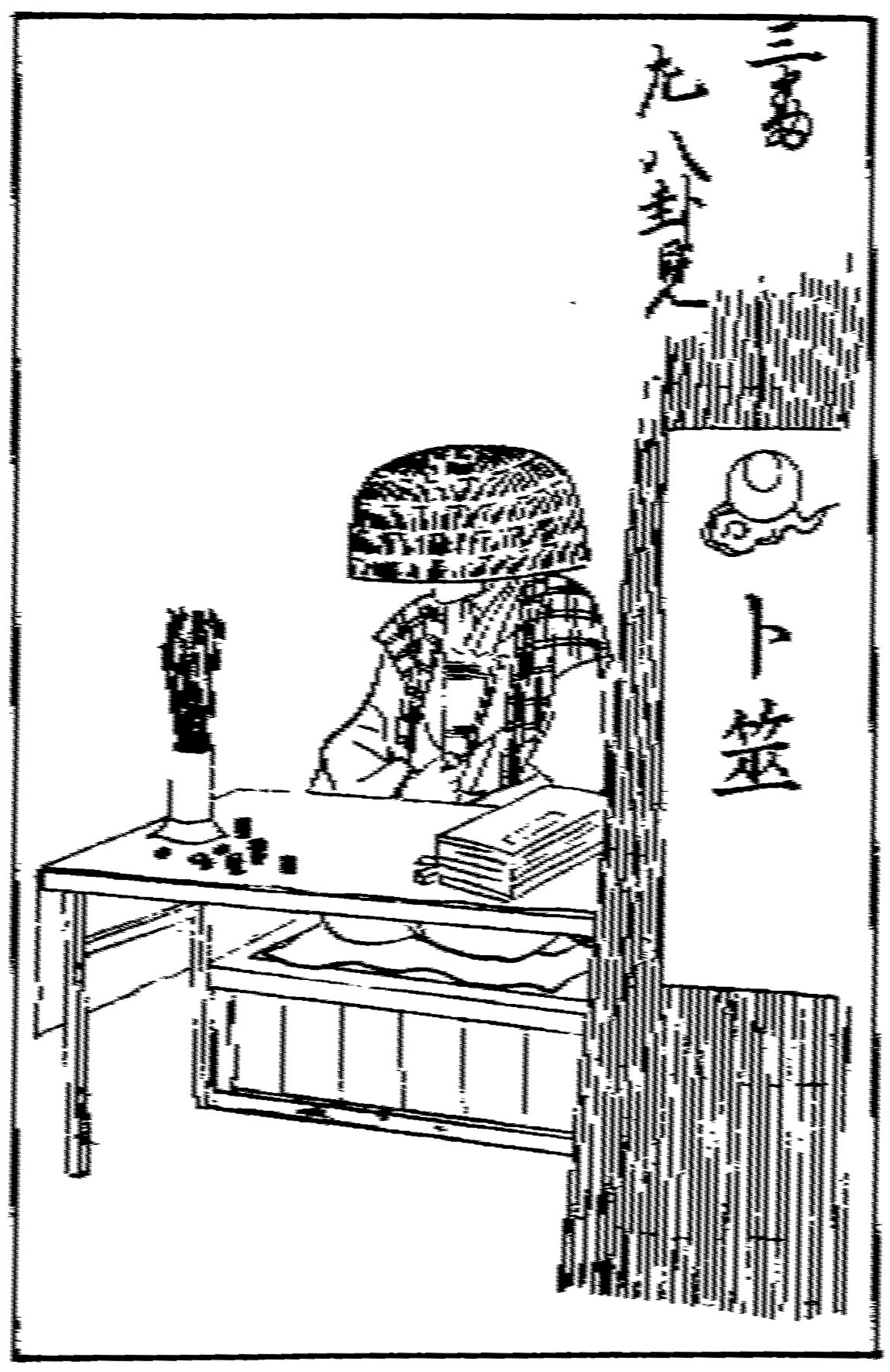
Hakke-Erläuterer

Besonders populär waren und sind Wahrsager auf der Grundlage der Hakke, als der acht Dreier-Kombinationen aus durchgezogener Yō-Linie und unterbrochener In-Linie. Die Wahrsager heißen Hakkemi (八卦見) oder Hakkeoki (八卦置), sie arbeiten mit einem Bündel Stäben aus Bambus (筮竹, zeichiku). Inyō-Erläuterer (陰陽師) erläuterten anhand der Sechs-Tage-Folge gute und schlechte Tage, und wiesen Männer darauf hin, dass das 25., 42. und 61. Lebensjahr ein Gefahrenjahr (厄年, yakudoshi) für sie ist. Für die Frauen gilt Ähnliches, für sie ist das 19., 33. und 61. Lebensjahr gefährlich.

## Onmyōdō heute
In der Meiji-Zeit wirkte Takashima Kaemon (高島嘉右衛門, 1832–1914), auch kurz Takashima Eki (高島易) genannt. Er war Unternehmer, beschäftigte sich auch mit der Wahrsagerei, wobei er sich auch auf seine Lebenserfahrung stützte. – Ein modernes Auslege-Jahrbuch (暦本, goyomihon) wird von dem Tōkyō Jingūkan herausgegeben. Es enthält Angaben für das laufende Jahr sowie für jeden Tag, Hinweise auf die günstigsten räumlichen und zeitlichen Konstellationen, geht dabei inhaltlich über Ōnmyōdō hinaus.
Die Onmyōji sind eine Art von Shintō-Priestern und sind offiziell Teil der Vereinigung der Shinto-Schreine (神社本庁 Jinja Honchō).

## Popkultur
In der populäre Kultur der Mangas bzw. Animes sind „Onmyojis“ Protagonisten einer Story der Manga-Serie Twin Star Exorcists: Onmyoji.